# Jürgen Rohwer
Jürgen Rohwer (Friedrichroda, 24 de mayo de 1924 - Weinstadt, 24 de julio de 2015) fue un historiador militar alemán y profesor de historia en la Universidad de Stuttgart. Rohwer escribió más de 400 libros y ensayos sobre la historia naval e inteligencia militar de la Segunda Guerra Mundial , como lo que se ganó una reconocimiento internacional como eminencia en materia como los U-boats.

## Biografía
Después de abandonar el colegio en 1942, Rohwer entró en la Kriegsmarine como oficial (crew VI/42). Durante la Segunda Guerra Mundial sirvió en diferentes barcos de guerra, como el destructor Z24, el Sperrbrecher 104/Martha, y el dragaminas M-502. Al finalizar la guerra, dejó el servicio y se puso a estudiar historia en la Universidad de Hamburgo. Durante ese tiempo, entró en contacto con Günther Hessler, yerno de Karl Dönitz, y que comisionaba la British Royal Navy para que escribiera la historia de los U-boat entre 1939 y 1945.
En 1954 recibió el doctorado por la Universidad de Hamburgo  por su estudio de las relaciones entre Alemania y Estados Unidos entre 1937 y 1941. En 1959 se convirtió en director de la Biblioteca de Historia Contemporánea de Stuttgart. Durante su dirección, la biblioteca cobró renombre como una institución especializada en la historia militar y más concretamente en la historia bélica naval. En la década de los 70, Rohwer se especializó en la historia del criptoanálisis y especialmente en la decodificación de Enigma por los científicos británicos y polacos. En cooperación de la Bibliothek für Zeitgeschichte y la Universidad de Stuttgart, el congreso "Der Mord an den europäischen Juden" ("El asesiandor de los judios europeos") en mayo de 1984. Junto a Eberhard Jäckel, Rohwer editó el libro "Der Mord an den Juden im Zweiten Weltkrieg. Entschlußbildung und Verwirklichung", que contiene las contribuciones más destacadas del congreso. Jürgen Rohwer se retiró en 1989. y moriía el 24 de julio de 2015.

## Publicaciones
- Jürgen Rohwer (1965). Die Versenkung der jüdischen Flüchtlingstransporter Struma und Mefkure im Schwarzen Meer (Februar 1942, August 1944): historische Untersuchung [The sinking of the Jewish refugee transporters Struma and Mefkure in the Black Sea (February 1942, August 1944): historical investigation] (en alemán). Frankfurt/Main: Bernard & Graefe. OCLC 910515.
- Jürgen Rohwer (1968). Die U-Boot-Erfolge der Achsenmächte 1939–1945 [The Axis Submarine Successes 1939–1945] (en alemán). München: Lehmann. OCLC 464537651.
- Jürgen Rohwer (1977). The Critical Convoy Battles of March 1943: The Battle for HX.229/SC122. Annapolis: US Naval Institute Press. ISBN 0-87021-818-2. (requiere registro).
- Jürgen Rohwer (1983). Axis submarine successes: 1939–1945. Annapolis: Naval Institute Press.
- Jürgen Rohwer (1997). Allied submarine attacks of World War Two: European Theatre of Operations 1939–1945. London: Greenhill Books. ISBN 1-85367-274-2.
- Jürgen Rohwer (2005). Chronology of the War at Sea, 1939–1945: The Naval History of World War Two. Annapolis: US Naval Institute Press. ISBN 1-59114-119-2. OCLC 936659254.
- Jürgen Rohwer; Hümmelchen, Gerhard (1968). Chronik des Seekrieges 1939–1945 [Chronicle of the Naval War 1939–1945] (en alemán). Oldenburg: Stalling.
- Jürgen Rohwer (1979).  Jäckel, Eberhard, ed. Die Funkaufklärung und ihre Rolle im Zweiten Weltkrieg [Radio reconnaissance and its role in World War II] (en alemán). Stuttgart: Motorbuch Verlag.
- Jürgen Rohwer (1985).  Jäckel, Eberhard, ed. Der Mord an den Juden im Zweiten Weltkrieg: Entschlussbildung und Verwirklichung [The Murder of the Jews in World War II: Decision Making and Realization] (en alemán). Stuttgart: Deutsche Verlags-Anstalt. ISBN 3-421-06255-2.
- Jürgen Rohwer; Mikhail S. Monakov (2001). Stalin's Ocean-Going Fleet: Soviet Naval Strategy and Ship Building Programs 1935–1953. London: Cass. ISBN 0-7146-4895-7.